# Centrum Harmel
Het Centrum Harmel is de gebruikelijke benaming voor wat officieel omschreven werd als het Centrum van onderzoek voor de nationale oplossing van de maatschappelijke, Politieke en Rechtskundige vraagstukken van de verschillende gewesten van het land. De alternatieve korte naam verwijst naar de Luikse christendemocraat Pierre Harmel die op 21 mei 1946 het wetsvoorstel indiende om dit centrum op te richten. Dit voorstel werd goedgekeurd bij wet van 3 mei 1948.
Het centrum zou op vier terreinen actief zijn, namelijk:
- demografie
- economie
- morele en culturele aangelegenheden
- politieke, rechterlijke en administratieve organisatie

De bedoeling was om na studie van de verschillende onderzoeksterreinen besluiten en oplossingen te formuleren ten behoeve van de regering.
Het centrum was samengesteld uit 18 parlementsleden en 24 extraparlementairen. De eerste vergadering vond plaats op 8 juni 1949 en voorzien was dat de werkzaamheden twee jaar in beslag zouden nemen. Deze termijn werd in 1951 met twee jaar verlengd. De laatste zitting zou echter pas op 25 oktober 1955 gehouden worden en het eindverslag niet eerder dan op 25 april 1958 overhandigd worden aan de Kamer van volksvertegenwoordigers.
Vooral het werk van de commissie inzake de politieke, rechterlijke en administratieve organisatie, en meer bepaald zijn activiteiten met betrekking tot het bepalen van de taalgrens, zou van grote invloed zijn op de naoorlogse Belgische politiek.

## Referentie
1. ↑  Eindverslag van het centrum van onderzoek voor de nationale oplossing van de maatschappelijke, politieke en rechtskundige vraagstukken van de verschillende gewesten van het land, documenten van de Kamer van volksvertegenwoordigers, werkjaar 1957–1958, stuk 940. Gearchiveerd op 27 februari 2012.